# Analytické řešení
V matematice se analytickým řešením rozumí takový postup získání výsledku, který připouští využití pouze známých vztahů (rovností, nerovností) a ekvivalentních (rovnocenných) úprav matematických konstrukcí.
Je-li analytický postup obtížný (např. z důvodu složitosti některého relevantního vzorce), nebo dokonce nemožný (kupř. pro nedostatečnost repertoáru rovnocenných úprav), lze k vyřešení úlohy použít numerické řešení.